# Atles lingüístic ETLEN
L'atles ETLEN (Estudiu de la transición llingüística na zona Eo-Navia, Asturies), publicat el 2017 en idioma asturià, és un complet estudi de geografia lingüística de la zona Eo-Navia, que correspon a la frontera dialectal entre els dominis galaicoportuguès (gallec) i asturlleonès (asturià) a l'extrem occidental del Principat d'Astúries. Es tracta de la zona de l'anomenat gallec-asturià, eonaviego o gallec d'Astúries.
L'atles ETLEN és el fruit d'un projecte de recerca de camp portat a terme, en fases successives, entre l'any 2000 i el 2014, per un equip de la Universitat d'Oviedo/Uviéu format per Ramón d'Andrés Díaz (director), Fernando Álvarez-Balbuena García, Xosé Miguel Suárez Fernández i Miguel Rodríguez Monteavaro, a més d'altres col·laboradors. L'objectiu és assolir un progrés rellevant en el coneixement del feix d'isoglosses que conformen la frontera lingüística entre el galaicoportuguès i l'asturlleonès a la susdita zona d'Astúries.

## Punts d'enquesta
Es van enquestar 40 localitats de la zona, tot incloent-hi algunes de la província limítrofa de Lugo. Les localitats són les següents, indicant entre parèntesis el conceyu a què pertanyen:
- Localidats d'Astúries, zona eonaviega: Armal (Bual), Bárzana (Navia), Berbegueira (Villayón), Bustapena (Vilanova d'Ozcos), Castro (Grandas), O Chao (San Tiso), Corondeño (Ayande), Fandovila (Ibias), A Garda (Taramunde), Labiaróu (Samartín d'Ozcos), Mántaras (Tapia), El Monte (Navia), Navedo (Eilao), Os Niseiros (Castripol), Oneta (Villayón), El Pato (Eilao), Pezós (Pezós), Poxos (Villayón), El Rebollu (Ayande), San Salvador (Ayande), San Xuyán (El Franco), Teixeira (Santalla d'Ozcos), Valdeferreiros (Ibias), El Valín (Castripol), El Vau (Ibias), Vilamayor (Ibias), A Vilapena (Trabada), Vivedro (Cuaña) i Zreixido (A Veiga).
- Localitats d'Astúries de parlar asturià occidental: Buḷḷacente (Tinéu), Ḷḷandelfornu (Villayón), Monesteriu (Cangas del Narcea), Prada (Ayande), El Reboḷḷal (Degaña) i Riumayor (Valdés).
- Localidats de la província limítrofa de Lugo, de parlar gallec oriental: Murias do Camín (Navia de Suarna), Negueira (Negueira), Neipín (A Pontenova), O Pando (A Fonsagrada) i O Rato (Ribadeo).

## Qüestionari
El qüestionari lingüístic el van constituir 368 fenómens contrastius entre el galaicoportuguès i l'asturlleonès, dividits al seu torn en 3 blocs: un bloc de 111 fenòmens fonètico-fonològics; un altre de 162 fenòmens de morfosintaxi nominal; i un altre de 95 fenòmens de morfosintaxi verbal. Atès que cada fenomen es va il·lustrar amb alguns ítems (exemples, paraules o expressions concretes), se’n van obtenir 531 respostes lingüístiques a cada punt d'enquesta.

## Seccions de l'atles
L'atles ETLEN consta de 3 seccions que representen tres enfocaments distints de l'estudi lingüístic de la zona:
(1) Secció dialectogràfica: s'hi mostren les dades lingüístiques en una col·lecció de 531 mapes dialectals, formant un atles lingüístic de caràcter clàssic.
(2) Secció horiomètrica: s'hi aplica una metodologia estadística concebuda expressament per l'equip investigador (la horiometria) per al mesurament de la frontera lingüística. Cada tret diferencial detectat a cada localitat, té quatre adscripcions geolectals d'acord amb la seva distribució geogràfica a nivell de domini lingüístic: trets "occidentals" (galaicoportuguesos); trets "orientals" (asturlleonesos); trets "axials" (exclusius de la zona de frontera, no classificables dins els anteriors espais geolectals); i trets "comuns" a tots els espais geolectals.
(3) Secció dialectomètrica: s'hi sotmeten les dades lingüístiques a les diferents anàlisis proveïdes per la dialectometria, metodologia basada en la quantificació matemàtico-estadística de les similituds i diferències lingüístiques entre els parlars de totes les localitats estudiades. L'atles ETLEN segueix els procediments de l'Escola Dialectomètrica de Salzburg, dirigida pel romanista austríac Hans Goebl.
Cada secció és precedida d'àmplies introduccions sobre l'estat dels coneixements lingüístics de la zona, sobre la horiometria i sobre la dialectometria com a tècniques d'estudi dialectològic.

## Nombre de mapes
L'atles lingüístic ETLEN és format per un conjunt de 643 mapes, dels quals 531 (el 83%) són dialectogràfics, 35 són horiomètrics i 77 dialectomètrics. (A la imatge, un dels mapes dialectomètrics de l'atles ETLEN).

## Resultats
L'atles ETLEN ofereix un complet estudi geolingüístic de la zona Eo-Navia, que correspon a l'anomenat gallec-asturià, eonaviego o gallec d'Astúries. Es tracta d'un conjunt de parlars tradicionalment classificats dins el domini galaicoportuguès, per bé que amb un nombre apreciable de trets que els acosten a l'asturlleonès, podent tipificar-se com a parlars gallecs de transició a l'asturià. Els seus 531 mapes dialectogràfics constitueixen una font considerable de dades lingüístiques, moltes d'elles poc conegudes.
Des del punt de vista de l'anàlisi horiomètrica, els parlars eonaviegos resulten caracteritzats per la presència majoritària de trets de tipus occidental ("grosso modo" galaicoportuguès). Por aquesta raó, l'horiometria de l'ETLEN ve a confirmar la tipificació ja coneguda des de la dialectologia tradicional, però aportant-hi molts detalls relatius a com es configura quantitativament la transició entre tots dos dominis lingüístics.
Des del punt de vista de la dialectometria, les distintes anàlisis revelen, entre altres fets: l'existència d'àrees geolectals de similitud en direcció nord-sud; l'existència de certs nusos dialectals o acumulació de similituds a certes zones del territori estudiat; la configuració típica d'una zona de frontera lingüística; els trams de major nitidesa de la frontera lingüística (tram meridional) enfront del seu caire més difús (tram septentrional amb major obertura del feix disoglosses). Segons l'anàlisi aglomerativa o de clústers, es revela una partició binària que divideix una zona oriental d'una altra doccidental que en la pràctica coincideix gairebé totalment amb la frontera lingüística ja coneguda pels estudis dialectològics tradicionals.